# Dasybasis columbiana
Dasybasis columbiana är en tvåvingeart som först beskrevs av Günther Enderlein 1925.  Dasybasis columbiana ingår i släktet Dasybasis och familjen bromsar. Inga underarter finns listade i Catalogue of Life.